# Baťov (Otrokovice)
Baťov (dříve neoficiálně Bahňák) je čtvrť města Otrokovice v okrese Zlín, přibližně 1,8 km severozápadně od centra. Leží na severní části města, mezi areálem bývalé továrny Baťa a řekou Moravou. Mezi rekreační místa patří například Štěrkoviště. Dopravní obsluhu Baťova zajišťuje trolejbusová linka 2 a několik městských a regionálních autobusových linek.
Čtvrť byla postavena ve 30. letech 20. století jako tovární kolonie společnosti Baťa. Název Baťov byl pro ni používán pouze neoficiálně, později byla označována jako Bahňák. V roce 2022 schválilo otrokovické zastupitelstvo jméno Baťov jako oficiální název místní části s platností od začátku roku 2023.
- Společenský dům
- Štěrkoviště (Štěrkáč)
- Senior na Baťově
- Kruhový objezd směr do centra